# エドワード・ウィリアム・ウェスト
エドワード・ウィリアム・ウェスト（Edward William West、E. W. West、1824年 - 1905年）は、学術的なイギリスのエンジニア、オリエンタリスト、ゾロアスター教文書の翻訳者。キングス・カレッジ・ロンドンで教育を受けた。彼は、フリードリヒ・マックス・ミュラーの東方聖典叢書のために、パフラヴィー文学の英訳を5巻分提供した。